# Rainbow Isles
Die Rainbow Isles, in der Sprache der Māori Rere Kohu genannt, ist eine kleine Inselgruppe an der Südostküste der Südinsel von Neuseeland.

## Geographie
Die Inselgruppe, die aus zwei kleinen Inseln besteht, befindet sich an den Küstenausläufern der Catlins und am nordöstlichen Ende der Tautuku Bay, rund 85 km südwestlich von Balclutha entfernt. Sie zählt damit zur Region Otago. Die beiden Inseln, von der die küstennähere eine Fläche von rund 0,5 Hektar besitzt und die etwas entferntere rund 1,7 Hektar umfasst, liegen rund 25 m bzw. rund 175 m südlich des Festlandes. Die nördlichere Insel besitzt eine Länge von rund 115 m in Ost-West-Richtung und eine maximale Breite von rund 60 m in Nord-Süd-Richtung. Die südlichere Insel von den beiden dehnt sich hingegen über eine Länge von rund 235 m in Nordwest-Südost-Richtung aus und misst an ihrer breitesten Stelle rund 100 m in Nordost-Südwest-Richtung. Beide Inseln weisen eine Höhe von etwas über 20 m auf.

## Vogelschutzgebiet
Die Inselgruppe besitzt den Status eines Bird Sanctuary (Vogelschutzgebiet).